# Sceloporus couchii
Sceloporus couchii este o specie de șopârle din genul Sceloporus, familia Phrynosomatidae, descrisă de Baird 1859. Conform Catalogue of Life specia Sceloporus couchii nu are subspecii cunoscute.